# 和信百貨店
和信百貨店 (わしんひゃっかてん、朝: 화신백화점) は、韓国・ソウル・鐘路に存在したデパートである。現在の鐘路区公平洞に位置し、京城では丁子屋・平田・三中井・三越と合わせて五大百貨店と呼ばれ、それらの中では唯一朝鮮人によって運営されていた。

## 日本統治時代
1931年、当時の朝鮮の企業家である朴興植（パク・フンシク）が、京城府本町（当時）で設立した。1935年に全焼したのち、建築家である朴吉龍の設計により、1937年に地上6階・地下1階の建物が再建された。これは当時の京城で最も高い建物で、内部にはエレベーターとエスカレーターが、屋上には電光掲示板が設置されていた。

## その後
1945年に大韓民国が独立したのちにも存続したが、1987年2月に閉業し、同年6月に建物も撤去された。後にサムスングループ会長（当時）の李健熙が土地を買収し、1999年に鐘路タワー（ミレニアムタワー）が完成したが、2016年に売却が決まり、同年3月にイージス資産運用に正式に売却された。
その後、KB資産運用に売却されたのち、2022年にSKグループの所有になっている。